# Communauté de communes du Rougier de Camarès
La communauté de communes du Rougier de Camarès est une ancienne communauté de communes française, située dans le département de l'Aveyron et la région Occitanie, ayant fusionnée pour devenir la communauté de communes Monts, Rance et Rougier depuis le 1er janvier 2017.

## Historique
La communauté de communes du Rougier de Camarès est créée le 1er janvier 2003.
En 2014, Arnac-sur-Dourdou et Peux-et-Couffouleux rejoignent la communauté de communes.
Elle fusionne le 1er janvier 2017 avec la communauté de communes du Pays Belmontais (Aveyron) et la communauté de communes du Pays Saint-Serninois au sein de la communauté de communes Monts, Rance et Rougier.

## Composition
Cette communauté de communes était composée des onze communes suivantes :
| Nom                 | Code Insee | Gentilé      | Superficie (km2) | Population (dernière pop. légale) | Densité (hab./km2) |
| ------------------- | ---------- | ------------ | ---------------- | --------------------------------- | ------------------ |
| Camarès (siège)     | 12044      | Camarésiens  | 41,86            | 979 (2014)                        | 23                 |
| Arnac-sur-Dourdou   | 12009      | Arnacois     | 16,57            | 38 (2014)                         | 2,3                |
| Brusque             | 12039      | Brusquois    | 36,18            | 290 (2014)                        | 8                  |
| Fayet               | 12099      | Fayetois     | 15,87            | 261 (2014)                        | 16                 |
| Gissac              | 12109      | Gissacois    | 31,02            | 107 (2014)                        | 3,4                |
| Mélagues            | 12143      | Melagais     | 44,51            | 59 (2014)                         | 1,3                |
| Montagnol           | 12147      | Montagnolois | 34,47            | 128 (2014)                        | 3,7                |
| Montlaur            | 12154      | Montlaurais  | 41,57            | 631 (2014)                        | 15                 |
| Peux-et-Couffouleux | 12179      | Peuleussiens | 21,71            | 94 (2014)                         | 4,3                |
| Sylvanès            | 12274      | Sylvanésiens | 16,96            | 105 (2014)                        | 6,2                |
| Tauriac-de-Camarès  | 12275      | Tauriacois   | 24,75            | 48 (2014)                         | 1,9                |

## Compétences
Compétences obligatoires
- Aménagement de l'espace.
- Actions de développement économique :
  - Zone d'activité communautaire ;
  - Aides communautaires aux activités économiques ;
  - Développement du tourisme.

Compétences optionnelles
- Création, aménagement et entretien de la voirie d'intérêt communautaire[5] ;
- Politique du logement et du cadre de vie ;
- Protection et mise en valeur de l'environnement ;
- Construction, entretien et fonctionnement d'équipements culturels, sportifs et d'enseignement.

## Mode de représentation
Nombre de délégués par commune :
- Camarès : 7 délégués ;
- Brusque : 3 délégués ;
- Fayet (Aveyron) : 2 délégués ;
- Gissac : 2 délégués ;
- Mélagues : 2 délégués ;
- Montagnol : 2 délégués ;
- Montlaur : 5 délégués ;
- Sylvanès : 2 délégués ;
- Tauriac-de-Camarès : 2 délégués.